# Charles Bargue

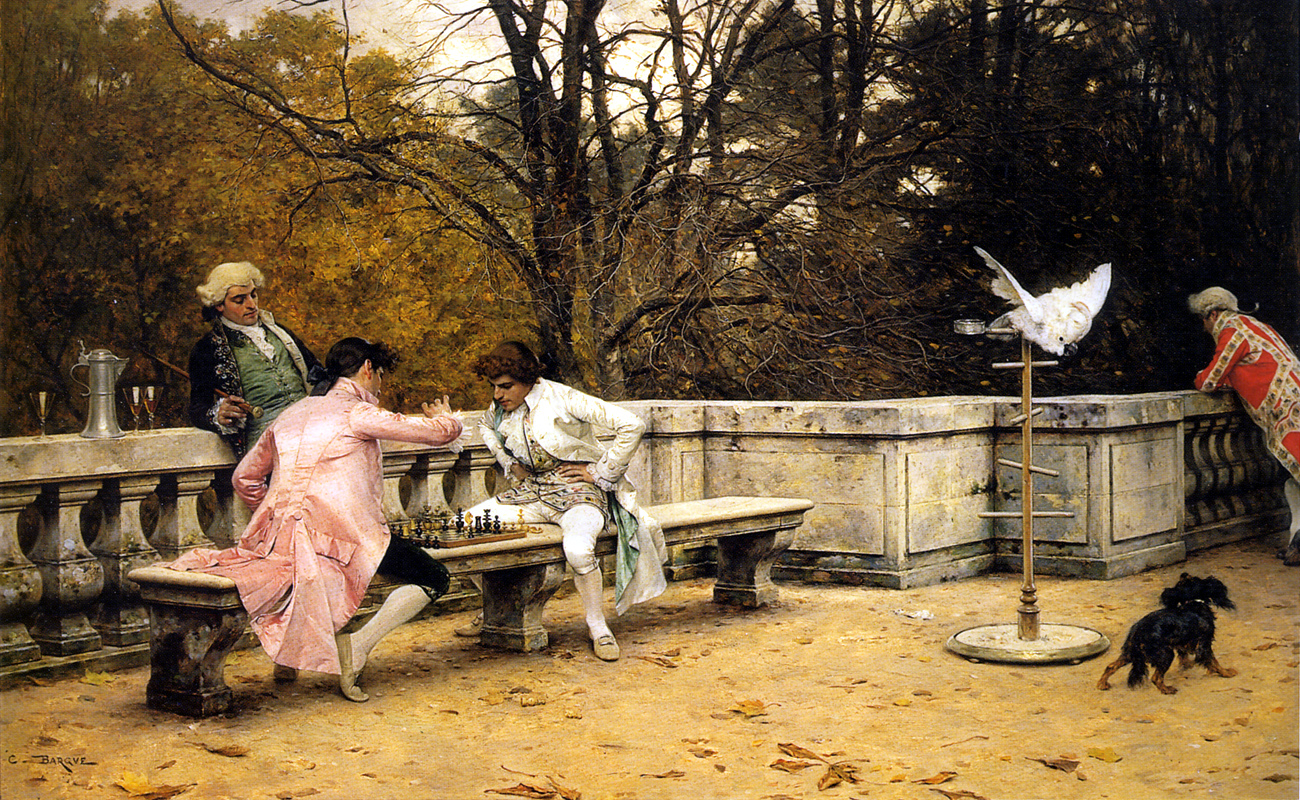
Il gioco degli scacchi di Charles Bargue

Charles Bargue (Parigi, 1826 – Parigi, 6 aprile 1883) è stato un pittore e litografo francese.

## Biografia
Charles Bargue viene ricordato principalmente per il suo Cours de dessin, uno dei più influenti corsi di disegno classico concepito in collaborazione con Jean-Léon Gérôme. Il corso, pubblicato tra il 1866 ed il 1871 da Goupil & Cie, e costituito da 197 litografie stampate su fogli singoli, era destinato a guidare gli studenti dai gessi allo studio dei disegni dei grandi maestri e infine al disegno da modello vivente.
Fra coloro che studiarono su questo corso si annovera Vincent van Gogh, che copiò tutti i disegni nel periodo 1880/81, e (almeno parte di essi) nuovamente nel 1890.
Nonostante alcune fonti affermino che Bargue fosse stato allievo di Gérôme, sussistono molti dubbi.  Bargue lavorò in stretta collaborazione con Gérôme e venne influenzato dal suo stile, che comprendeva pittura orientaleggiante e di genere storico. L'ultima opera di Bargue venne completata da Gérôme ed è conservata presso la Malden Public Library di Maiden in Massachusetts (USA).